# Paramastus cyprius
Paramastus cyprius is een slakkensoort uit de familie van de Enidae. De wetenschappelijke naam van de soort is voor het eerst geldig gepubliceerd in 1951 door Zilch.